# Cảnh quan văn hóa
Cảnh quan văn hóa theo định nghĩa của Ủy ban Di sản Thế giới, là "tài sản văn hóa đại diện cho các công trình kết hợp của thiên nhiên và con người".
1. "một cảnh quan được thiết kế và tạo ra có chủ ý bởi con người"
2. một "cảnh quan phát triển hữu cơ" có thể là "cảnh quan tái tạo (hoặc hóa thạch)" hoặc "cảnh quan kéo dài"
3. một "cảnh quan văn hóa liên kết" có thể được đánh giá cao vì "các hiệp hội tôn giáo, nghệ thuật hoặc văn hóa của yếu tố tự nhiên."

## Lịch sử của khái niệm
Khái niệm 'phong cảnh văn hóa' có thể được tìm thấy trong truyền thống vẽ phong cảnh của châu Âu. Từ thế kỷ 16 trở đi, nhiều nghệ sĩ châu Âu đã vẽ phong cảnh có lợi cho con người, giảm bớt con người trong tranh của họ thành những nhân vật được thu nhỏ trong các phong cảnh rộng hơn, cụ thể theo khu vực.

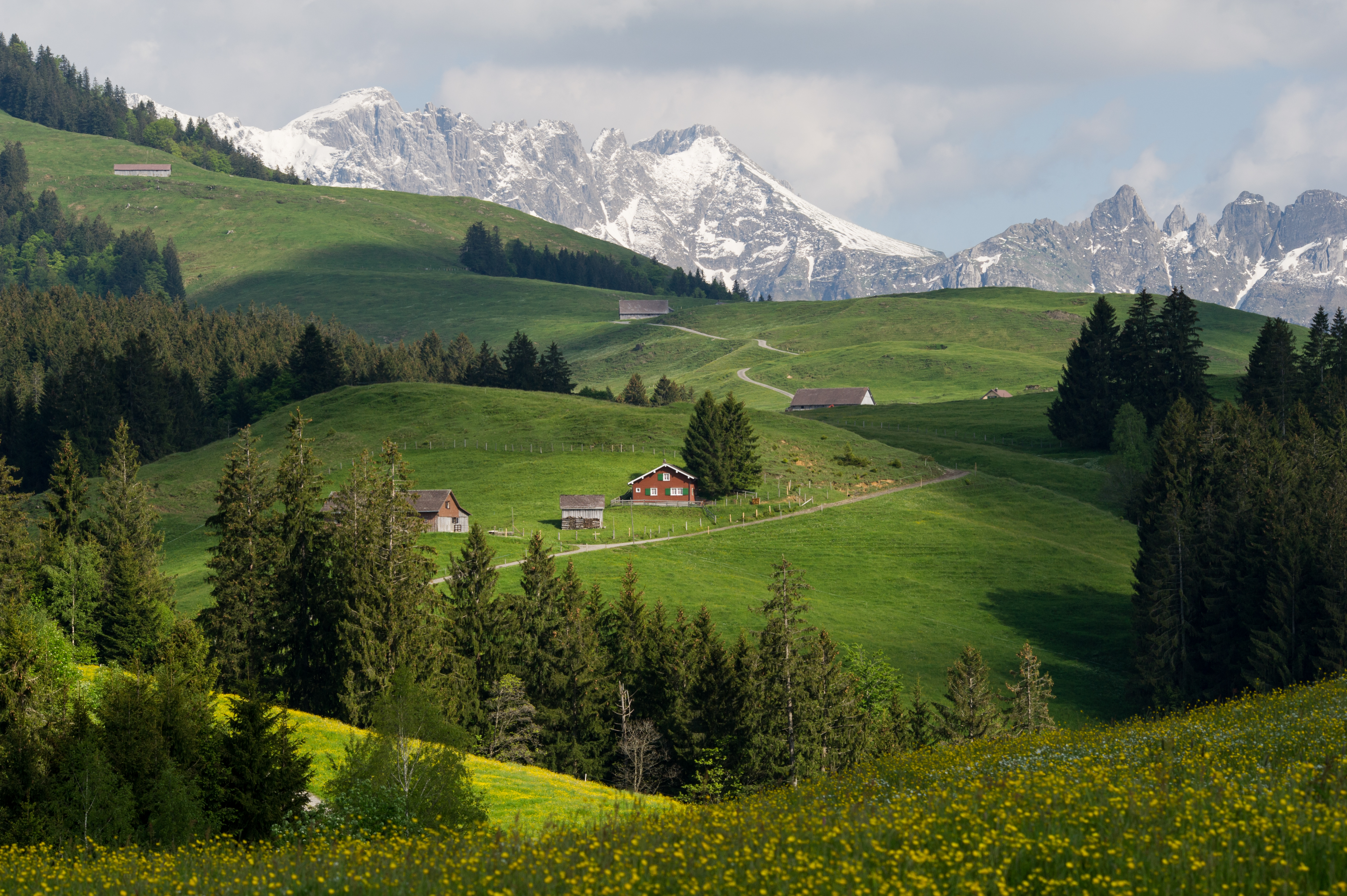
Neckertal thuộc bang St. Gallen, Thụy Sĩ với đồng cỏ và đồi núi.

Bản thân từ "cảnh quan" kết hợp "đất" với một động từ gốc Đức, "scapjan / schaffen" có nghĩa là "vùng đất được hình thành". Các vùng đất sau đó được coi là  được hình thành từ các lực tự nhiên, và các chi tiết độc đáo của vùng đất đó (vùng đất được hình thành) chính nó trở thành chủ đề của các bức tranh 'phong cảnh'.
Nhà địa lý Otto Schlüter được ghi nhận là người đầu tiên chính thức sử dụng "cảnh quan văn hóa" như một thuật ngữ học thuật vào đầu thế kỷ 20. Năm 1908, Schlüter lập luận rằng bằng cách định nghĩa địa lý là Landschaftskunde (khoa học cảnh quan), điều này sẽ khiến địa lý trở thành một chủ đề logic mà không ngành nào khác chia sẻ. Ông định nghĩa hai dạng cảnh quan: Urlandschaft (tạm dịch là cảnh quan nguyên bản) hoặc cảnh quan tồn tại trước những thay đổi lớn do con người gây ra và Kulturlandschaft (tạm dịch là 'cảnh quan văn hóa'), một cảnh quan được tạo ra bởi văn hóa con người. Mục đích chính của địa lý là theo dõi những thay đổi trong hai cảnh quan này.
Carl O. Sauer, một nhà địa lý nhân văn, người có lẽ là người có ảnh hưởng lớn nhất trong việc thúc đẩy và phát triển ý tưởng về cảnh quan văn hóa. Sauer đã quyết tâm nhấn mạnh cơ quan văn hóa như một lực lượng trong việc định hình các đặc điểm có thể nhìn thấy của bề mặt Trái Đất ở các khu vực được phân định. Trong định nghĩa của ông, môi trường vật chất vẫn giữ một ý nghĩa trung tâm, như là phương tiện mà các nền văn hóa của con người tạo nên. Định nghĩa cổ điển của ông về một 'cảnh quan văn hóa' như sau: 
"Cảnh quan văn hóa được hình thành từ cảnh quan tự nhiên bởi một nhóm văn hóa. Văn hóa là tác nhân, khu vực tự nhiên là phương tiện, cảnh quan văn hóa là kết quả"
Kể từ lần đầu tiên sử dụng thuật ngữ này một cách chính thức của Schlüter và việc truyền tải hiệu quả ý tưởng của Sauer, khái niệm 'cảnh quan văn hóa đã được sử dụng, áp dụng, tranh luận, phát triển và tinh chỉnh trong giới học thuật. Ví dụ, trong những năm 1950, J.B. Jackson và ấn phẩm 'Phong cảnh' của ông đã ảnh hưởng đặc biệt đến một thế hệ các học giả Mỹ, bao gồm các nhà sử học kiến trúc Denise Scott Brown và Gwendolyn Wright.
Đến năm 1992, Ủy ban Di sản Thế giới đã được bầu để triệu tập một cuộc họp của các 'chuyên gia' để tư vấn và hỗ trợ lập lại Hướng dẫn hoạt động của Ủy ban để bao gồm 'cảnh quan văn hóa' như một lựa chọn cho việc liệt kê các tài sản không hoàn toàn là tự nhiên cũng không thuần túy về mặt văn hóa (tức là di sản 'hỗn hợp').
Việc Ủy ban Di sản Thế giới thông qua và sử dụng khái niệm 'cảnh quan văn hóa' đã có nhiều chuyên gia trên khắp thế giới và nhiều quốc gia xác định 'cảnh quan văn hóa', đánh giá 'cảnh quan văn hóa', liệt kê 'cảnh quan văn hóa', quản lý 'cảnh quan văn hóa', và làm cho 'cảnh quan văn hóa' được biết đến và nhìn nhận một cách hiệu quả, với những phân nhánh và thách thức rất thực tế.

Một đánh giá học thuật năm 2006 về những nỗ lực tổng hợp của Ủy ban Di sản Thế giới, nhiều chuyên gia trên khắp thế giới và các quốc gia để áp dụng khái niệm 'cảnh quan văn hóa', đã quan sát và kết luận rằng:
"Mặc dù khái niệm phong cảnh đã không còn được đề cập trong một thời gian từ các hiệp hội nghệ thuật ban đầu của nó... nhưng vẫn có một quan điểm chủ đạo về phong cảnh như một bề mặt bên trong, giống như một bản đồ hoặc một văn bản, từ đó ý nghĩa văn hóa và các hình thức xã hội có thể đơn giản được đọc. "
Trong phạm vi học thuật, bất kỳ hệ thống tương tác nào giữa hoạt động của con người và môi trường sống tự nhiên đều được coi là cảnh quan văn hóa. Theo một nghĩa nào đó, cách hiểu này rộng hơn so với định nghĩa được áp dụng trong UNESCO, bao gồm gần như toàn bộ bề mặt chiếm đóng của thế giới, cộng với hầu hết các mục đích sử dụng, hệ sinh thái, tương tác, tập quán, tín ngưỡng, khái niệm và truyền thống của những người sống trong các cảnh quan văn hóa. Sau đây, nhà địa lý học Xoán Paredes định nghĩa cảnh quan văn hóa là:
"... môi trường do con người biến đổi theo thời gian, sự kết hợp lâu dài giữa hành động của con người đối với môi trường này và những ràng buộc vật chất hạn chế hoặc điều hòa hoạt động của con người. Đó là một khu vực địa lý - bao gồm tài nguyên thiên nhiên và văn hóa - gắn liền với quá trình tiến hóa lịch sử, tạo ra một cảnh quan dễ nhận biết cho một nhóm người cụ thể, cho đến mức có thể được nhận dạng bởi những người khác. "

## Ví dụ
Ủy ban Di sản Thế giới đã xác định và liệt kê một số khu vực hoặc tài sản là cảnh quan văn hóa có giá trị phổ quát đối với nhân loại, bao gồm:

### Vườn quốc gia Tongariro, New Zealand (1993)
Sông Tongariro Mahuia trong Vườn quốc gia Tongariro, New Zealand
"Năm 1993, Công viên Quốc gia Tongariro trở thành tài sản đầu tiên được ghi vào Danh sách Di sản Thế giới theo các tiêu chí sửa đổi mô tả cảnh quan văn hóa. Những ngọn núi ở trung tâm của công viên có ý nghĩa văn hóa và tôn giáo đối với người Maori và tượng trưng cho mối liên kết tâm linh giữa cộng đồng này và môi trường của nó. Công viên có núi lửa đang hoạt động và đã tắt, hệ sinh thái đa dạng và một số cảnh quan ngoạn mục. "

### Vườn quốc gia Uluru-Kata Tjuta, Úc (1994)
"Công viên này, trước đây được gọi là Vườn quốc gia Uluru (Ayers Rock - Mount Olga), có cấu tạo địa chất ngoạn mục thống trị đồng bằng cát đỏ rộng lớn ở miền trung nước Úc. Uluru, một tảng đá nguyên khối bao la và Kata Tjuta, những mái vòm đá nằm ở phía tây Uluru, tạo thành một phần của hệ thống tín ngưỡng truyền thống của một trong những xã hội loài người lâu đời nhất trên thế giới. Chủ nhân truyền thống của Uluru-Kata Tjuta là những người thổ dân Anangu. "

### Ruộng bậc thang của Philippine Cordilleras (1995)
Ruộng bậc thang Batad, Ruộng bậc thang của Philippine Cordilleras, địa điểm đầu tiên được đưa vào hạng mục cảnh quan văn hóa của Danh sách Di sản Thế giới của UNESCO vào năm 1995.
"Trong 2.000 năm, những cánh đồng lúa cao của Ifugao đã theo đường viền của những ngọn núi. Thành quả của kiến thức được lưu truyền từ thế hệ này sang thế hệ khác, và biểu hiện của truyền thống thiêng liêng và sự cân bằng xã hội tinh tế, chúng đã giúp tạo ra một cảnh quan có vẻ đẹp tuyệt vời thể hiện sự hài hòa giữa loài người và môi trường. "

### Cảnh quan văn hóa của Sintra Bồ Đào Nha (1995)
"Vào thế kỷ 19, Sintra đã trở thành trung tâm đầu tiên của kiến trúc Lãng mạn Châu Âu. Ferdinand II đã biến một tu viện đổ nát thành một lâu đài, nơi sự nhạy cảm mới này được thể hiện bằng cách sử dụng các yếu tố Gothic, Ai Cập, Moorish và Phục hưng và tạo ra một công viên pha trộn những loài cây địa phương và ngoại lai. Những ngôi nhà đẹp đẽ khác, được xây dựng dọc theo cùng một tuyến trong vùng đất xung quanh, đã tạo ra một sự kết hợp độc đáo giữa công viên và vườn có ảnh hưởng đến sự phát triển của kiến trúc cảnh quan trên khắp châu Âu "

### Portovenere, Cinque Terre và quần đảo (Palmaria,TinovàTinetto), Ý (1997)
"Bờ biển Ligurian giữa Cinque Terre và Portovenere là một vùng đất có giá trị văn hóa và danh lam thắng cảnh to lớn. Cách bố trí và sắp xếp của các thị trấn nhỏ và định hình cảnh quan xung quanh, khắc phục nhược điểm của địa hình dốc, không bằng phẳng, gói gọn lịch sử liên tục định cư của con người ở khu vực này trong một thiên niên kỷ qua. "

### Vườn quốc gia Hortobágy, Hungary (1999)
Vườn quốc gia Hortobágy là đồng cỏ tự nhiên liên tục lớn nhất ở Châu Âu, có nghĩa là nó không được hình thành do phá rừng hoặc kiểm soát sông. Là vườn quốc gia đầu tiên của Hungary (được thành lập vào năm 1973), nó là khu bảo tồn lớn nhất của đất nước (82 nghìn ha). Một phần đáng kể của nó là Khu dự trữ sinh quyển và một phần tư diện tích của nó được bảo vệ quốc tế theo Công ước Ramsar về bảo tồn các vùng đất ngập nước.

### Đồi Matobo, Zimbabwe (2003)
Khu vực Đồi Matobo cho thấy sự đa dạng của các địa hình đá đặc biệt nhô lên trên tấm chắn đá granit bao phủ phần lớn Zimbabwe. Những tảng đá lớn cung cấp nhiều nơi trú ẩn tự nhiên và gắn liền với sự chiếm đóng của con người từ thời kỳ đồ đá sớm cho đến thời kỳ đầu lịch sử, và không liên tục kể từ đó. Họ cũng có một bộ sưu tập tranh đá nổi bật. Matopo Hills tiếp tục cung cấp sự tập trung mạnh mẽ cho cộng đồng địa phương, nơi vẫn sử dụng các đền thờ và các địa điểm linh thiêng gắn liền với các hoạt động kinh tế, xã hội và truyền thống.

### Thung lũng Dresden Elbe, Đức (2004)
"Cảnh quan văn hóa thế kỷ 18 và 19 của Thung lũng Dresden Elbe... nổi bật với những đồng cỏ thấp, và được tôn lên bởi Cung điện Pillnitz và trung tâm của Dresden với vô số tượng đài và công viên từ thế kỷ 16 đến 20. Cảnh quan cũng đặc trưng Các biệt thự và khu vườn ở ngoại ô thế kỷ 19 và 20 và các đặc điểm tự nhiên có giá trị. "
Cảnh quan này đã bị loại khỏi danh sách Di sản Thế giới vào năm 2009, do việc xây dựng một đường cao tốc bốn làn xe qua sông Elbe

### Lavaux Vineyard Terraces, Thụy Sĩ (2007)

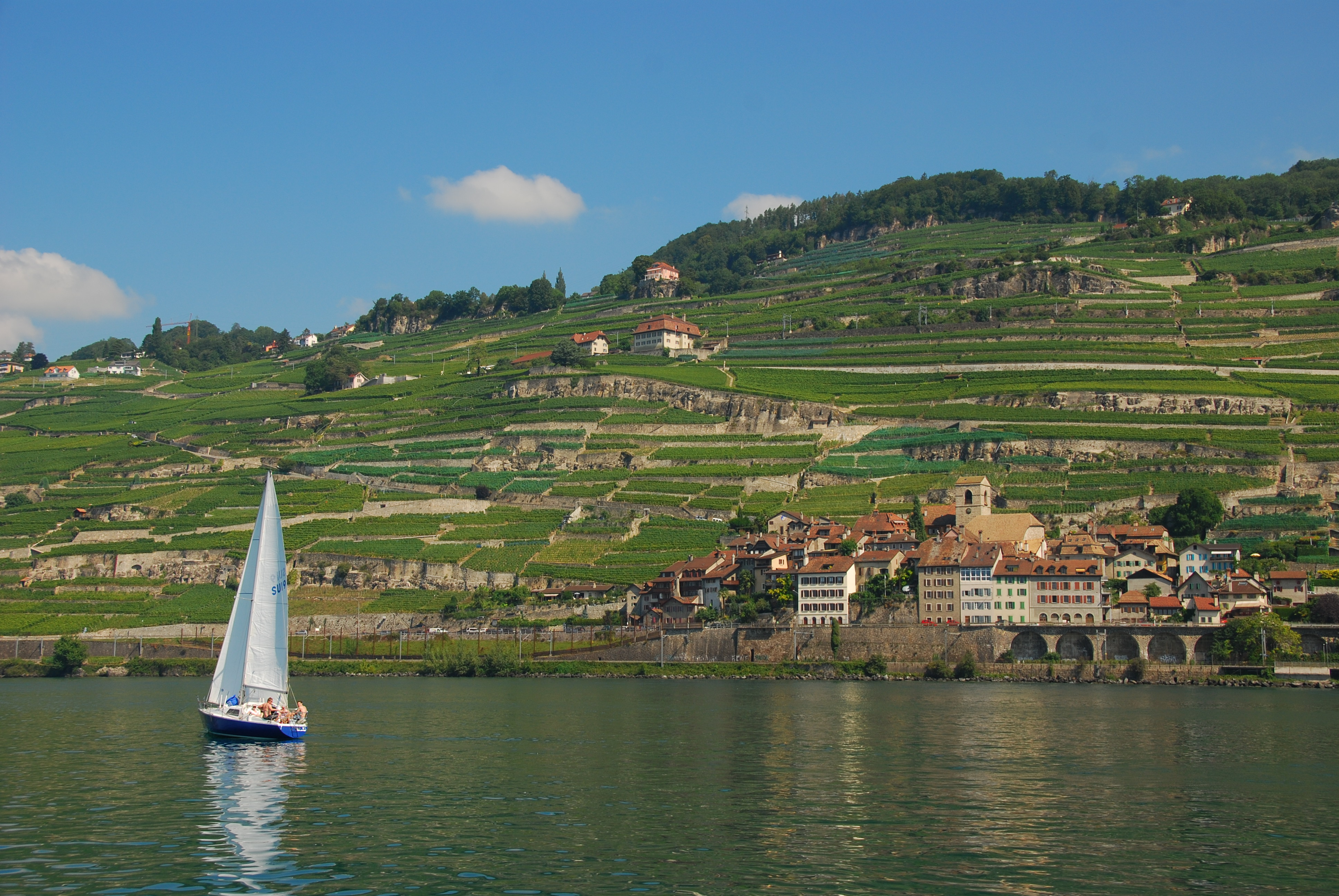
Vườn nho Lavaux tại Saint-Saphorin

"Cảnh quan vườn nho Lavaux thể hiện một cách rõ ràng sự tiến hóa và phát triển của nó trong gần một thiên niên kỷ, thông qua cảnh quan và các tòa nhà được bảo tồn tốt chứng tỏ sự tiếp nối và phát triển của các truyền thống văn hóa lâu đời, đặc trưng cho địa phương của nó."

### Cảnh quan văn hóa Hồ Tây của Hàng Châu, Trung Quốc (2011)
"Cảnh quan văn hóa Hồ Tây của Hàng Châu, bao gồm Hồ Tây và những ngọn đồi bao quanh ba mặt của nó, đã truyền cảm hứng cho các nhà thơ, học giả và nghệ sĩ nổi tiếng kể từ thế kỷ thứ 9. Nó bao gồm rất nhiều đền, chùa, gian hàng, vườn và cây cảnh. như đường đắp cao và đảo nhân tạo. "

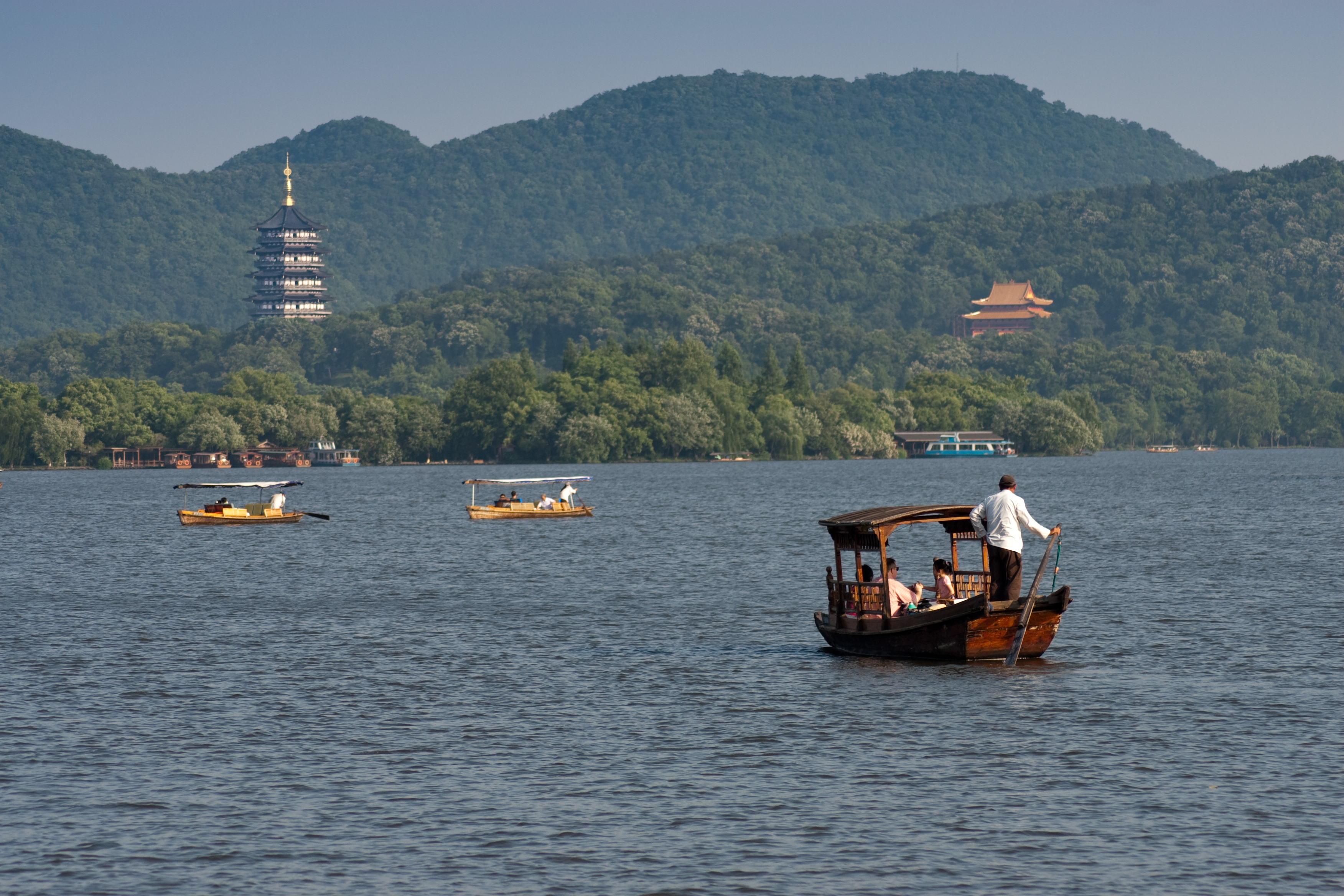
Cảnh quan văn hóa Hồ Tây của Hàng Châu

### Qhapaq Ñan (Hệ thống đường Inca), Tây Bắc Argentina, Nam Colombia, Ecuador, Bolivia, Peru, Chile (2014)
Qhapaq Ñan là một mạng lưới thông tin liên lạc, thương mại và quốc phòng rộng lớn của người Inca bao gồm 30.000 km. Được người Inca xây dựng trong nhiều thế kỷ và một phần dựa trên cơ sở hạ tầng thời tiền Inca, mạng lưới đặc biệt này thông qua một trong những địa hình địa lý khắc nghiệt nhất thế giới đã liên kết các đỉnh núi phủ tuyết của dãy Andes - ở độ cao hơn 6.000 m - với bờ biển, chạy qua rừng nhiệt đới nóng, thung lũng màu mỡ và sa mạc tuyệt đối. Nó đạt đến sự mở rộng tối đa vào thế kỷ 15 khi nó trải dài theo chiều dài và chiều rộng của dãy Andes. Hệ thống đường Qhapac Ñan, Andean bao gồm 273 địa điểm thành phần trải dài hơn 6.000 km đã được lựa chọn để làm nổi bật các thành tựu xã hội, chính trị, kiến trúc và kỹ thuật của mạng lưới, cùng với cơ sở hạ tầng liên quan cho thương mại, lưu trú và lưu trữ. như các địa điểm có ý nghĩa tôn giáo.